# Península de la Baña
La península de la Baña (en catalán: La Banya) es una pequeña península situada en el extremo meridional del delta del Ebro (Cataluña, España). De manera opuesta, en el extremo norte del Delta surge la Punta del Fangar. La península de la Baña se extiende frente a la costa de San Carlos de la Rápita, municipio al que pertenece. Está unida al delta del Ebro a través del istmo conocido como Barra del Trabucador. Todo ese conjunto delimita el espacio marítimo que se conoce como bahía de los Alfaques.

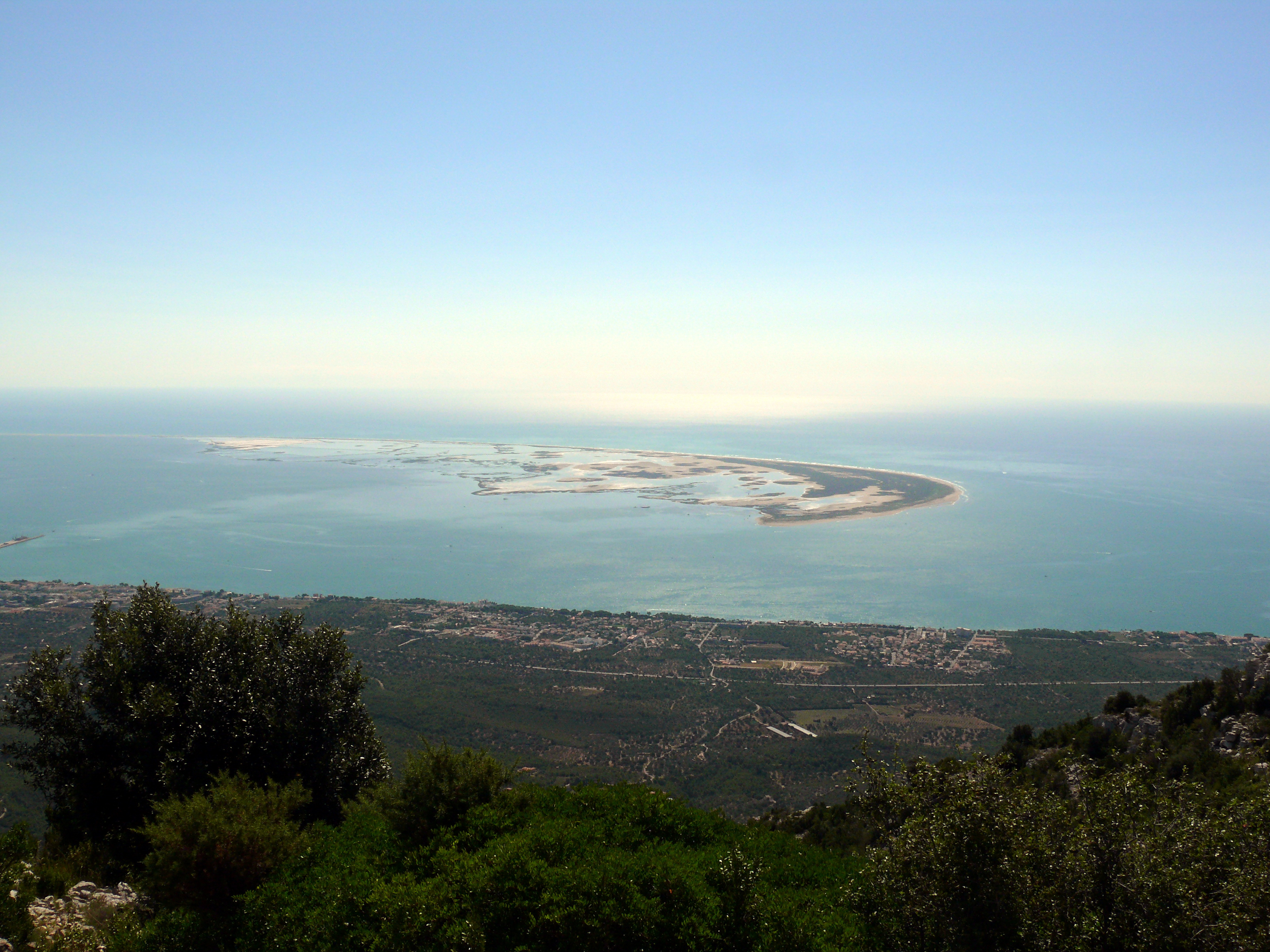
La Baña y San Carlos de la Rápita vistos desde la sierra de Montsiá.

En la Baña se desarrolla una importante actividad económica como es la producción de sal a partir de la evaporación de agua de mar, en las Salinas de la Trinidad. Por otra parte, las características tan propias de la zona han hecho que sea considerada parque natural protegido desde 1986.
A menudo se nombra toda la península como la Punta de la Baña, pero el nombre Punta de la Baña/Punta de la Banya se refiere de hecho solamente al extremo más occidental de la península, situado en las coordenadas 40°34′39″N 0°35′42.7″E / 40.57750, 0.595194.